# Лучесянка
Лучесянка (Лучеса) — речка в Починковском районе Смоленской области, правый приток Хмары. Длина — 15 километров, площадь водосбора — 87,7 км².
Истоком Лучесянки является речка Алексеевка (Белая), начинающаяся возле деревни Поляны. После пересечения болотистой местности со множеством копанок севернее деревни Бояды она уже носит название Лучесянка. Общее направление течения — с севера на юг. Протекает через село Лучеса. Из притоков название имеет только один Смородинка, остальные безымянные.